# Албано Лацијале
Албано Лацијале (итал. Albano Laziale) је насеље у Италији у округу Рим, региону Лацио.
Према процени из 2011. у насељу је живело 26684 становника. Насеље се налази на надморској висини од 245 м.

## Становништво
Према резултатима пописа становништва 2011. у општини је живело 38.433 становника.
| 1936.  | 1951.  | 1961.  | 1971.  | 1981.  | 1991.  | 2001.  | 2011.  |
| ------ | ------ | ------ | ------ | ------ | ------ | ------ | ------ |
| 11.469 | 14.775 | 19.659 | 24.428 | 28.062 | 31.399 | 33.692 | 38.433 |

## Партнерски градови
- Бјалогард
- Кошалин
- Алитус
- Савели